# Mansura
Mansura (arabiska: المنصورة, al-Mansura) är en stad i nordöstra Egypten, belägen vid Nilens östliga gren i Nildeltat, ungefär 120 kilometer från Kairo. Folkmängden uppgår till lite mer än en halv miljon invånare och staden är huvudort i guvernementet ad-Daqahliyya. Staden består av två administrativa områden, kismer.
Mansura grundades år 1219 av Saladins bror, Abu-Bakr Malik al-Adil. År 1250 stod vid staden slaget vid Mansura i samband med det sjunde korståget. I slaget segrade den muslimska armén över den av kung Ludvig IX av Frankrike ledda kristna armén. Staden fick då sitt namn, som betyder "den segerrika".
I staden fanns fram till 1949 en av de blandade domstolarna i Egypten.